# USS LST-676
O USS LST-676 foi um navio de guerra norte-americano da classe LST que operou durante a Segunda Guerra Mundial.